# Trillium persistens
Trillium persistens är en nysrotsväxtart som beskrevs av Wilbur Howard Duncan. Trillium persistens ingår i släktet treblad, och familjen nysrotsväxter. Inga underarter finns listade.

## Bildgalleri

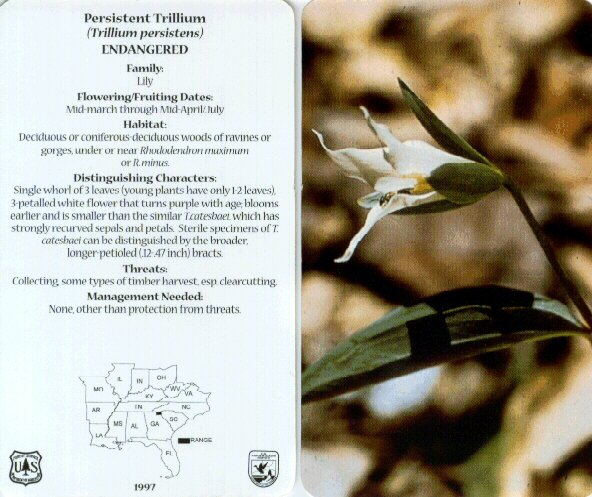